# Eric Viscaal
Eric Viscaal (Eindhoven, 20 maart 1968) is een voormalig Nederlands profvoetballer en huidig voetbaltrainer. Hij kwam gedurende zijn voetballoopbaan uit voor PSV, KSK Beveren, Lierse SK, KAA Gent, Grasshoppers, BV De Graafschap, KV Mechelen, Dilbeek Sport en VK Weerde.

## Carrière
Viscaal begon bij de jeugd van RKVV Tongelre, een amateurclub uit Eindhoven. In het seizoen 1986/1987 maakte Viscaal zijn debuut in het profvoetbal bij PSV en kwam dat seizoen tot vier wedstrijden. Het jaar dat volgde bracht de aanvaller tot twintig wedstrijden en acht doelpunten. De Eindhovenaar vertrok naar KSK Beveren, waar hij als basisspeler één seizoen bleef en zeventien doelpunten maakte. Voor één jaar ging hij naar Lierse SK, waar hij veertien maal doel trof. In 1990 kwam hij bij KAA Gent, waar hij vijf jaar bleef. Met 57 doelpunten achter zijn naam vertrok hij in 1995 naar Grasshoppers, waar hij dertien wedstrijden speelde voor hij naar De Graafschap vertrok. Viscaal werd in Doetinchem basisspeler en haalde met de ploeg in het seizoen 1996/1997 de achtste plaats in de Eredivisie, de hoogste klassering in de clubgeschiedenis. Na 56 doelpunten vertrok de publiekslieveling in 2000 van De Vijverberg om zijn profcarrière drie seizoenen later af te sluiten bij KV Mechelen in België. Eind 2002 was Mechelen genoodzaakt al zijn spelers te ontslaan waardoor Viscaal uit moest kijken naar een andere club. Viscaal vertrok naar de Belgische vierdeklasser Dilbeek Sport om daar zijn carrière af te bouwen.
Viscaal kwam vijf keer uit voor het Nederlands elftal en speelde in 1989 eenmaal als invaller voor het Nederlands B-voetbalelftal. In 2007 werd Viscaal vertegenwoordiger van een sportmerk. Hij speelt sinds het seizoen 2007/08 bij VK Weerde, in de Belgische provinciale reeksen. In 2008/09 werd hij kampioen met Weerde in Vierde Provinciale en topschutter in zijn reeks.
Op 31 augustus 2009 werd Aimé Antheunis ontslagen als coach van Germinal Beerschot. Viscaal, de assistent van Antheunis, en zijn collega Joost Desender namen het roer over van Antheunis. Enkele dagen later werd Antheunis opgevolgd door Jos Daerden en Viscaal werd weer assistent-coach. In maart 2010 besloot Germinal Beerschot na afloop van het seizoen niet verder te gaan met Viscaal als assistent. In oktober 2010 tekende hij een contract voor drie seizoenen bij de Saoedische topclub Al-Ahli, waar hij aan de slag ging als jeugdtrainer. In 2013 stapte hij over naar Al-Shabab in de Verenigde Arabische Emiraten.

## Erelijst
| Competitie     | Aantal | Jaren            |     |     |
| PSV            | PSV    | PSV              | PSV | PSV |
| -------------- | ------ | ---------------- | --- | --- |
| Internationaal |        |                  |     |     |
| Europacup I    | 1x     | 1987/88          |     |     |
| Nationaal      |        |                  |     |     |
| Eredivisie     | 2x     | 1986/87, 1987/88 |     |     |
| KNVB beker     | 1x     | 1987/88          |     |     |
| Grasshoppers   |        |                  |     |     |
| Super League   | 1x     | 1995/96          |     |     |

## Trivia
- In 1989 werd hij verkozen tot Jonge Profvoetballer van het Jaar.
- In het seizoen 1992/93 werd tijdens de wedstrijd Cercle Brugge–KAA Gent de Gentse doelman Zsolt Petry uit het veld gestuurd. Gent kreeg een strafschop tegen, mocht geen vervangingen meer inbrengen en plaatste daarom Viscaal in het doel. Viscaal stopte de strafschop van de toenmalige topschutter Josip Weber. Een minuut later kreeg KAA Gent zelf een strafschop, waaruit Viscaal vervolgens de 1–1 scoorde, tevens de eindstand.[2]
- Viscaal scoorde ooit negen keer in een oefenwedstrijd tegen KFAC Waarschoot, waar Filip Joos toen speler was. De wedstrijd werd door KAA Gent met 1–15 gewonnen.